# Kerguelenatica
Kerguelenatica là một chi ốc biển săn mồi, là động vật thân mềm chân bụng sống ở biển trong họ Naticidae, họ ốc Mặt Trăng.

## Các loài
Các loài thuộc chi Kerguelenatica bao gồm:
- Kerguelenatica bioperculata (Martens, 1878)[2]